# Birovača
Birovača falu Horvátországban, Lika-Zengg megyében. Közigazgatásilag Donji Lapachoz tartozik.

## Fekvése
Korenicától légvonalban 27 km-re, közúton 42 km-re délkeletre, községközpontjától légvonalban 4 km-re, közúton 5 km-re északra, Lika keleti részén, a Lapaci-mezőtől északra fekszik.

## Története
1890-ben 335, 1910-ben 403 lakosa volt. Lika-Korbava vármegye Donji Lapaci járásához tartozott. A trianoni békeszerződést követően előbb a Szerb-Horvát-Szlovén Királyság, majd Jugoszlávia része lett. 1991-ben lakosságának 97 százaléka szerb nemzetiségű volt. A falunak 2011-ben 77 lakosa volt.

## Lakosság
| Lakosság változása | Lakosság változása | Lakosság változása | Lakosság változása | Lakosság változása | Lakosság változása | Lakosság változása | Lakosság változása | Lakosság változása | Lakosság változása | Lakosság változása | Lakosság változása | Lakosság változása | Lakosság változása | Lakosság változása | Lakosság változása |
| ------------------ | ------------------ | ------------------ | ------------------ | ------------------ | ------------------ | ------------------ | ------------------ | ------------------ | ------------------ | ------------------ | ------------------ | ------------------ | ------------------ | ------------------ | ------------------ |
| 1857               | 1869               | 1880               | 1890               | 1900               | 1910               | 1921               | 1931               | 1948               | 1953               | 1961               | 1971               | 1981               | 1991               | 2001               | 2011               |
| 0                  | 0                  | 0                  | 335                | 446                | 403                | 371                | 425                | 331                | 325                | 306                | 292                | 238                | 247                | 103                | 77                 |